# 센다이 신칸센 차량 센터
센다이 신칸센 차량 센터(일본어: 川内新幹線車両センター)는 일본 가고시마현 사쓰마센다이시에 있는 신칸센 차량 사업소이다.